# Dere grahami
Dere grahami là một loài bọ cánh cứng trong họ Cerambycidae.